# Bokslutsdisposition
Bokslutsdisposition är åtgärder som ett företag gör för att skjuta upp beskattning av företagets resultat till ett senare tillfälle.

## Beräkning av bokslutsdispositioner
- 1. Anskaffningsvärdet - Ack. avskrivningar = Planenligt restvärde (Även kallat bokfört värde eller redovisat värde)
- 2. Planenligt restvärde/Bokfört/Redovisat värde - (lägsta) skattemässigavärde = Ack. överavskrivning
- 3. Utgående balans - Ingående balans ack. överavskrivningar = Bokslutdispositioner

Bokslutsdispositioner är fullt lagliga. Meningen med bokslutsdispositioner är att staten vill stimulera företagen att behålla vinstmedel för att kunna finansiera en expansion och utveckling.

## Tillåtna bokslutsdispositioner
- Periodiseringsfond
- Överavskrivning
- Koncernbidrag